# TT116
La tombe thébaine TT 116 est située à Cheikh Abd el-Gournah, dans la nécropole thébaine, sur la rive ouest du Nil, face à Louxor en Égypte.
Le nom de l'occupant de cette sépulture est perdu. Elle daterait d'une période située entre les règnes d'Amenhotep II et d'Amenhotep IV (Akhenaton).